# استانچیک
استانچیک (به لهستانی: Stańczyk w czasie balu na dworze królowej Bony wobec straconego Smoleńska) (استانچیک هنگام مواجهه با خبر ازدست‌رفتن اسمولنسک دراثنای مجلس پایکوبی ملکه بونا)، نقاشی رنگ روغن یان ماتیکو است که سال ۱۸۶۲ کشیده شد. این نقاشی که توسط موزه ملی ورشو در سال ۱۹۲۴ خریداری شده بود، در جنگ جهانی دوم به دست نازی‌ها افتاد و با بازپس‌گیریِ اتحاد جماهیر شوروی در سال ۱۹۵۶ مجدداً به موزه ملی ورشو بازگشت.
این نقاشی نه‌تنها ماتیکو را به شهرت رساند، بلکه با آشنایی‌زدایی از تصویر استانچیک (دلقک دربار) و نمایش تضاد شدید حالت سوگوار وی با مجلس جشن پشت سرش، او را نیز به شمایلی ماندگار در تاریخ لهستان بدل کرد.